# Снегур, Мирча Иванович
Ми́рча Ива́нович (Ионович) Сне́гур (рум. Mircea Snegur; 17 января 1940, Трифанешты, Сорокский уезд, Королевство Румыния — 13 сентября 2023, Кишинёв, Республика Молдова) — советский и молдавский государственный и политический деятель. Первый президент Республики Молдова (3 сентября 1990 — 15 января 1997).

## Биография
Молдаванин. В 1956 году окончил среднюю школу в селе Фрумушика Флорештского района. В 1961 году окончил Кишинёвский сельскохозяйственный институт по специальности «агрономия».
В 1961—1968 годах работал агрономом и председателем колхоза в селе Лунга, Флорештского района, потом работал в Министерстве сельского хозяйства МССР.
С 1981 года — первый секретарь Единецкого райкома КПСС.
С 1985 года секретарь ЦК КП МССР. С апреля по сентябрь 1990 года председатель Верховного Совета Молдавской ССР. В июне того же года вышел из КПСС.
В конце 1990 года после безальтернативных выборов стал президентом Советской Социалистической Республики Молдова. На должность он был назначен постановлением Верховного Совета Молдавской ССР № 251-XII от 3 сентября 1990 года. По закону ССР Молдова № 589-XII, от 23 мая 1991 года, ССР Молдова была переименована в Республику Молдова. На основании Конституции Республики Молдова Парламент постановлением № 722-XII от 19 сентября 1991 года назначил выборы президента на 8 декабря 1991 года. Президентом Республики Молдова был избран Мирча Снегур. Он не поддержал Народный фронт Молдовы в стремлении к немедленному объединению с Румынией, за что Народный фронт Молдовы одно время пытался объявить ему бойкот. Однако уже в 1992 году вернул себе поддержку Народного фронта Молдовы, выступив жёстким сторонником ликвидации самопровозглашённой автономии Приднестровья, что в конечном счёте вылилось в Приднестровский конфликт.
В период Августовского путча 18—21 августа 1991 года, не выполнил требования ГКЧП, поддерживал президента России Бориса Ельцина.
За время президентского правления Мирчи Снегура независимость Республики Молдова в короткий срок признали более 130 стран. Республика Молдова стала членом ООН и более 40 других международных структур. Однако в стране в это время начался спад производства, усилилась эмиграция из страны. Было закрыто множество научных и проектных учреждений. Сильный удар по местной промышленности был нанесён разрешением импорта большого количества иностранных товаров. В результате распада производства возросла безработица. В 1995 году официальная и скрытая безработица превысила 200 тысяч человек. Тяжёлый урон был нанесён сфере образования. Вследствие недостаточного финансирования в 1991—1995 годах было закрыто 28,2 % дошкольных учреждений. Число лиц, окончивших полную среднюю школу, сократилось в 1990—1994 гг. с 32,3 тыс. до 19 тыс. человек.
Во время выборов президента 1996 года Мирча Снегур в первом туре получил относительное большинство голосов (38,7 %). Пётр Лучинский набрал 27,7 % голосов. Однако во втором туре Лучинский, поддержанный левыми и центристскими силами, набрал больше голосов (54,02 %), чем Снегур (45,98 %).
После проигранных выборов, Мирча Снегур был избран председателем Партии возрождения и согласия Молдовы, которая, в составе избирательного блока «Демократическая конвенция Молдовы», преодолела избирательный барьер в 4 %. Блок получил 26 мандатов в парламенте, а затем участвовал в правящей коалиции «Альянс за демократию и реформы», которая существовала с 1998 по 2000 годы. Развал правящей коалиции спровоцировал досрочные парламентские выборы 2001 года, в которых приняла участие и партия Снегура. Однако Партия возрождения и согласия Молдовы набрала 5,79 % голосов и не преодолела избирательный порог в 6 % и в 2003 году прекратила своё существование, войдя в состав Альянса «Наша Молдова».
Скончался в 23:30 13 сентября 2023 года от неизлечимой болезни. Был похоронен 16 сентября на Центральном кладбище Кишинёва. В день похорон объявлен национальный траур.

## Семья
С 1960 года был женат на Джорджете Снегур (1937—2019), дети — сын Виталий (умер 18 апреля 2024 г.), и дочь Наталья Герман, которая являлась министром иностранных дел и европейской интеграции Республики Молдова, а до 20 января 2016 года занимала должность первого вице-премьер-министра Республики Молдова.

## Награды и звания
- Орден «Знак Почёта» (СССР, 1966).
- Медаль «За трудовую доблесть» (1976).
- Диплом «AD Honores» Европейской Академии художеств (1995).
- Почётный диплом и золотая медаль Европейского Ордена Заслуг (1995).
- Орден Республики (Республика Молдова, 17 января 2000) — за большой вклад в становление Республики Молдова как независимого государства, утверждение национальных ценностей и проведение демократических преобразований и в связи с 60-летием[9].
- Командорский крест ордена «За заслуги перед Литвой» (Литва, 18 января 2007)[10].
- Орден «Святого Благоверного Воеводы Штефана чел Маре» I степени (Православная церковь Молдовы, 9 февраля 2010)[11] .
- Om Emerit (Республика Молдова, 23 января 2015) — в знак глубокой признательности за личный вклад в становление Республики Молдова как независимого государства и за особые заслуги в деле национального возрождения и продвижения демократических ценностей[12].
- Почётные звания: доктор honoris causa Кишинёвского аграрного университета (1996), доктор honoris causa Университета Анкары (1996) и доктор honoris causa Международного свободного университета Молдовы (2001).

## Сочинения
- Mircea Snegur — Эдуард Волков: Откровенные диалоги (Краткая версия). — Ch.: Fundația «Draghiștea» ,2007(Combinatul Poligr.). — XVI + 852 p. https://disk.yandex.ru/d/Htyxxi0p80Kks - ISBN 978-9975-9868-8-5
- Mircea Snegur — Эдуард Волков: Откровенные диалоги (Промежуточная версия). — Ch.: Fundația «Draghiștea» ,2011(Combinatul Poligr.). — XX + 1036 p. — ISBN 978-9975-9895-6-5 .(Промежуточная версия = Краткая версия + https://disk.yandex.ru/d/4BkI3vm6FoG9D + https://disk.yandex.ru/d/EP7u56W5FoG8L + https://disk.yandex.ru/d/n0tG5hbeCR9c7 ).